# Molophilus (Molophilus) eumonostylus
Molophilus (Molophilus) eumonostylus is een tweevleugelige uit de familie steltmuggen (Limoniidae). De soort komt voor in het Neotropisch gebied.